# Coburg (stad)

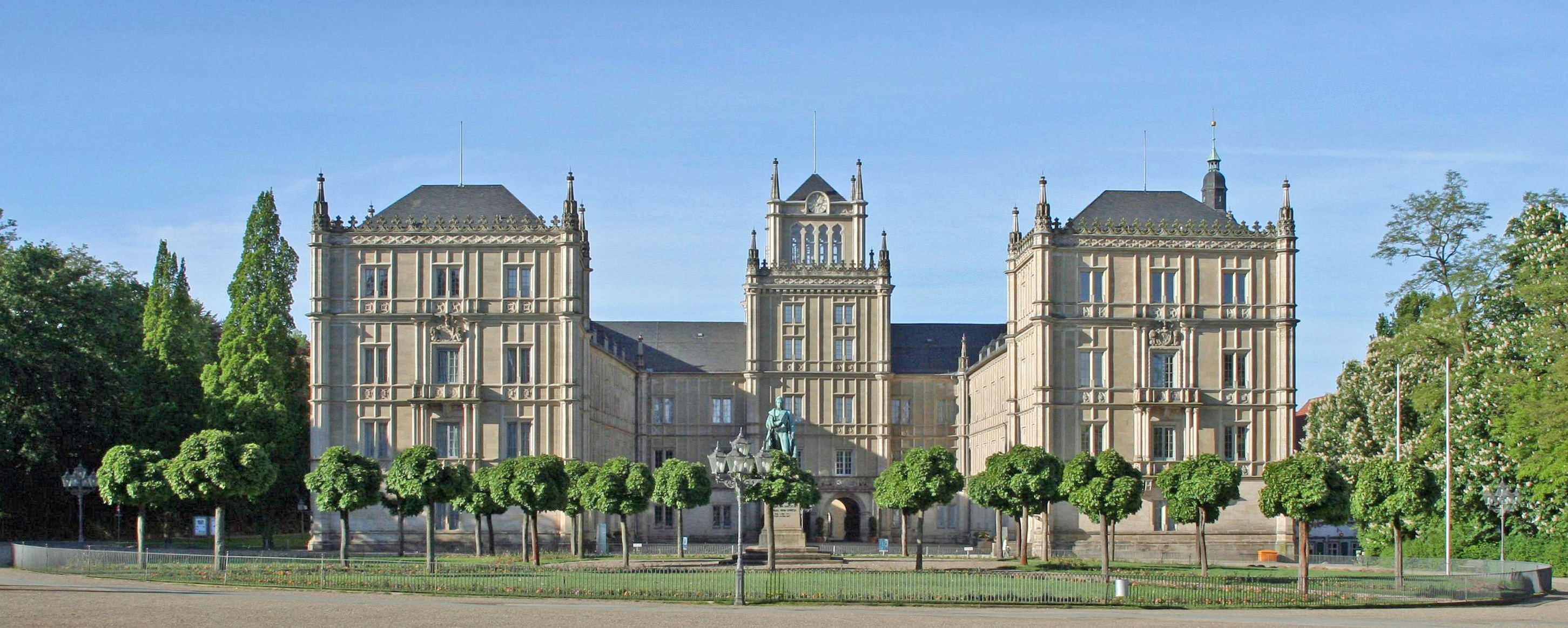
Ehrenburg

Coburg is een kreisfreie Stadt in de Duitse deelstaat Beieren. De stad telt 40.842 inwoners (31 december 2020) op een oppervlakte van 48,30 km².

## Geografie
De rivier de Itz stroomt door de stad.

## Stadsdelen
- Beiersdorf
- Bertelsdorf en Glend
- Coburg (Kernstadt)
- Cortendorf
- Creidlitz
- Ketschendorf
- Lützelbuch en Löbelstein
- Neu- en Neershof
- Neuses
- Rögen
- Scheuerfeld
- Seidmannsdorf
- Wüstenahorn

## Geschiedenis
Coburg werd in 1056 voor het eerst vermeld en kwam in 1248 in het bezit van graaf Herman I van Henneberg. In de 16e eeuw werd het de residentie van het hertogdom Saksen-Coburg, in 1735 van Saksen-Coburg-Saalfeld en in 1826 van Saksen-Coburg en Gotha.

## Bezienswaardigheden
- Kasteel Ehrenburg
- Prinsenpaleis

## Partnersteden
- Oudenaarde

## Geboren in Coburg
- Leopold I van België (1790-1865), koning der Belgen (1831-1865)
- Albert van Saksen-Coburg en Gotha (1819-1861), Prins-gemaal van de Britse koningin Victoria
- Felix Draeseke (1835-1913), componist
- Eduard Study (1862-1930), wiskundige
- Hans Morgenthau (1904-1980), politicoloog

Aichach-Friedberg · Altötting · Amberg · Amberg-Sulzbach · Ansbach (stad) · Landkreis Ansbach · Aschaffenburg (stad) · Landkreis Aschaffenburg · Augsburg (stad) · Landkreis Augsburg · Bad Kissingen · Bad Tölz-Wolfratshausen · Bamberg (stad) · Landkreis Bamberg · Bayreuth (stad) · Landkreis Bayreuth · Berchtesgadener Land · Cham · Coburg (stad) · Landkreis Coburg · Dachau · Deggendorf · Dillingen an der Donau · Dingolfing Landau · Donau-Ries · Ebersberg · Eichstätt · Erding · Erlangen · Erlangen-Höchstadt · Forchheim · Freising · Feyung-Grafenau · Fürstenfeldbruck · Fürth (stad) · Landkreis Fürth · Garmisch-Partenkirchen · Günzburg · Haßberge · Hof (stad) · Landkreis Hof · Ingolstadt · Kaufbeuren · Kelheim · Kempten im Allgäu · Kitzingen · Kronach · Kulmbach · Landsberg am Lech · Landshut (stad) · Landkreis Landshut · Lichtenfels · Lindau · Main-Spessart · Memmingen · Miesbach · Miltenberg · Mühldorf am Inn · München · Landkreis München · Neuburg-Schrobenhausen · Neumarkt in der Oberpfalz · Neurenberg · Neustadt an der Aisch-Bad Windsheim · Neustadt an der Waldnaab · Neu-Ulm · Nürnberger Land · Oberallgäu · Ostallgäu · Passau (stad) · Landkreis Passau · Pfaffenhofen an der Ilm · Regen · Regensburg (stad) · Landkreis Regensburg · Rhön-Grabfeld · Rosenheim (stad) · Landkreis Rosenheim · Roth · Rottal-Inn · Schwabach · Schwandorf · Schweinfurt (stad) · Landkreis Schweinfurt · Starnberg · Straubing · Straubing-Bogen · Tirschenreuth · Traunstein · Unterallgäu · Weiden in der Oberpfalz · Weilheim-Schongau · Weißenburg-Gunzenhausen · Wunsiedel im Fichtelgebirge · Würzburg (stad) · Landkreis Würzburg